# Saga de Gunnlaugs ormstungu
La Saga de Gunnlaugs ormstungu (del nórdico antiguo: Gunnlaugs saga Ormstungu ok Skáld-Hrafns o Gunnlaugr lengua de serpiente y Hrafn el escaldo) es una de las sagas de los islandeses. Fue compuesta a finales del siglo XIII y se conserva en su totalidad en un manuscrito apenas posterior. Comprende veinticinco versos de poesía escáldica atribuidos a los diferentes personajes. Es un trabajo relevante tanto para la historia de Islandia como para la de Noruega.

## Trama
Cuenta la historia de dos escaldos islandeses, Gunnlaugr Ormstunga y Hrafn Önundarson, y de su rivalidad por el amor de Helga den fagra («Helga la Hermosa»), nieta de Egill Skallagrímsson. La historia comienza con el sueño profético de dos águilas peleando sobre un cisne, prediciendo un triángulo amoroso en la historia. Se narra la historia de Gunnlaugr, hacia la cual el autor expresa simpatía, y describe su carrera como poeta en Escandinavia y en Gran Bretaña e Irlanda. Compite con Hrafn primero en verso, y luego en la batalla.
Alberga similitudes con otras sagas de poetas, como la Saga de Kormák y la Saga de Bjarnar, pero es más refinada y elegante, con personajes bien definidos y momentos de gran fuerza emocional. Se le considera una obra maestra y suele ser una de las primeras lecturas de los estudiantes de la literatura nórdica antigua. La obra fue impresa en latín con un comentario hacia 1775, convirtiéndose en la primera edición erudita de una saga islandesa.